# Tear Me Apart
Tear Me Apart är ett musikalbum från 1979 av Tanya Tucker, med Mike Chapman som producent. 

## Låtlista
1. Blind Love
2. Lay Back In The Arms Of Someone, textförfattare och kompositör var Mike Chapman och Nicky Chinn
3. Somebody Must Haved Loved You Right Last Night
4. San Francisco (Be Sure To Wear Some Flowers In Your Hair)/I Left My Heart In San Francisco
5. Tear Me Apart, textförfattare och kompositör var Mike Chapman och Nicky Chinn
6. Crossfire Of Desire
7. Better Late Than Never
8. I've Never Said No Before
9. Shady Streets
10. By Day By Day

## Medverkande musiker
- Jerry Swallow, gitarr, dobro och mandolin
- Bill Andersen, gitarr
- Beau Segal
- Steve Goldstein, piano och keyboard
- Jeff Eyerich, bas